# Phrixosceles scioplintha
Phrixosceles scioplintha är en fjärilsart som beskrevs av Edward Meyrick 1934. Phrixosceles scioplintha ingår i släktet Phrixosceles och familjen styltmalar.
Artens utbredningsområde är Taiwan. Inga underarter finns listade i Catalogue of Life.